# Charlotte Boyle
Charlotte Duggan Boyle (New York, 20 agosto 1899 – Scottsville, 3 ottobre 1990) è stata una nuotatrice statunitense.

## Biografia
Detentrice del primato mondiale per i 200 m stile libero, Vasca lunga  il 25 agosto 1921   New Brighton, Stati Uniti, primato poi superato quasi due anni dopo da Gertrude Ederle
Vinse otto campionati nazionali.

## Riconoscimenti
- International Swimming Hall of Fame, 1988